# Dallas Drake
Dallas James Drake, född 4 februari 1969, är en kanadensisk före detta professionell ishockeyspelare som tillbringade 15 säsonger i den nordamerikanska ishockeyligan National Hockey League (NHL), där han spelade för ishockeyorganisationerna Detroit Red Wings, Winnipeg Jets, Phoenix Coyotes och St. Louis Blues. Han producerade 477 poäng (177 mål och 300 assists) samt drog på sig 885 utvisningsminuter på 1 009 grundspelsmatcher. Drake spelade också på lägre nivåer för Adirondack Red Wings i American Hockey League (AHL) och Northern Michigan Wildcats (Northern Michigan University) i National Collegiate Athletic Association (NCAA).
Han draftades i sjätte rundan i 1989 års draft av Detroit Red Wings som 116:e spelare totalt.
Drake vann Stanley Cup med Red Wings för säsongen 2007-2008.
Efter spelarkarriären var han delägare i ishockeylaget Traverse City North Stars i North American Hockey League (NAHL) mellan 2009 och 2011. Han var assisterande tränare för laget för säsong 2011-2012.

## Statistik
| Källa: Utv = Utvisningsminuter | Källa: Utv = Utvisningsminuter                        | Källa: Utv = Utvisningsminuter                        |                                                       | Grundserie                                            | Grundserie                                            | Grundserie                                            | Grundserie                                            | Grundserie                                            |                                                       | Slutspel                                              | Slutspel                                              | Slutspel                                              | Slutspel                                              | Slutspel                                              |
| Säsong                         | Lag                                                   | Liga                                                  | Matcher                                               | Mål                                                   | Assist                                                | Poäng                                                 | Utv                                                   | Matcher                                               | Mål                                                   | Assist                                                | Poäng                                                 | Utv                                                   |                                                       |                                                       |
| ------------------------------ | ----------------------------------------------------- | ----------------------------------------------------- | ----------------------------------------------------- | ----------------------------------------------------- | ----------------------------------------------------- | ----------------------------------------------------- | ----------------------------------------------------- | ----------------------------------------------------- | ----------------------------------------------------- | ----------------------------------------------------- | ----------------------------------------------------- | ----------------------------------------------------- | ----------------------------------------------------- | ----------------------------------------------------- |
| 1984–1985                      | Rossland Warriors                                     | KIJHL                                                 | 30                                                    | 13                                                    | 37                                                    | 50                                                    | —                                                     | —                                                     | —                                                     | —                                                     | —                                                     | —                                                     |                                                       |                                                       |
| 1985–1986                      | Rossland Warriors                                     | KIJHL                                                 | 41                                                    | 53                                                    | 73                                                    | 126                                                   | —                                                     | —                                                     | —                                                     | —                                                     | —                                                     | —                                                     |                                                       |                                                       |
| 1986–1987                      | Rossland Warriors                                     | KIJHL                                                 | 40                                                    | 55                                                    | 80                                                    | 135                                                   | —                                                     | —                                                     | —                                                     | —                                                     | —                                                     | —                                                     |                                                       |                                                       |
| 1987–1988                      | Vernon Lakers                                         | BCJHL                                                 | 47                                                    | 39                                                    | 85                                                    | 124                                                   | 50                                                    | 11                                                    | 9                                                     | 17                                                    | 26                                                    | 30                                                    |                                                       |                                                       |
| 1988–1989                      | Northern Michigan Wildcats                            | NCAA                                                  | 45                                                    | 18                                                    | 24                                                    | 42                                                    | 26                                                    | —                                                     | —                                                     | —                                                     | —                                                     | —                                                     |                                                       |                                                       |
| 1989–1990                      | Northern Michigan Wildcats                            | NCAA                                                  | 36                                                    | 13                                                    | 24                                                    | 37                                                    | 42                                                    | —                                                     | —                                                     | —                                                     | —                                                     | —                                                     |                                                       |                                                       |
| 1990–1991                      | Northern Michigan Wildcats                            | NCAA                                                  | 44                                                    | 22                                                    | 36                                                    | 58                                                    | 89                                                    | —                                                     | —                                                     | —                                                     | —                                                     | —                                                     |                                                       |                                                       |
| 1991–1992                      | Northern Michigan Wildcats                            | NCAA                                                  | 40                                                    | 39                                                    | 44                                                    | 83                                                    | 58                                                    | —                                                     | —                                                     | —                                                     | —                                                     | —                                                     |                                                       |                                                       |
| 1992–1993                      | Detroit Red Wings                                     | NHL                                                   | 72                                                    | 18                                                    | 26                                                    | 44                                                    | 93                                                    | 7                                                     | 3                                                     | 3                                                     | 6                                                     | 6                                                     |                                                       |                                                       |
| 1993–1994                      | Detroit Red Wings                                     | NHL                                                   | 47                                                    | 10                                                    | 22                                                    | 32                                                    | 37                                                    | —                                                     | —                                                     | —                                                     | —                                                     | —                                                     |                                                       |                                                       |
|                                | Adirondack Red Wings                                  | AHL                                                   | 1                                                     | 2                                                     | 0                                                     | 2                                                     | 0                                                     | —                                                     | —                                                     | —                                                     | —                                                     | —                                                     |                                                       |                                                       |
|                                | Winnipeg Jets                                         | NHL                                                   | 15                                                    | 3                                                     | 5                                                     | 8                                                     | 12                                                    | —                                                     | —                                                     | —                                                     | —                                                     | —                                                     |                                                       |                                                       |
| 1994–1995                      | Winnipeg Jets                                         | NHL                                                   | 43                                                    | 8                                                     | 18                                                    | 26                                                    | 30                                                    | —                                                     | —                                                     | —                                                     | —                                                     | —                                                     |                                                       |                                                       |
| 1995–1996                      | Winnipeg Jets                                         | NHL                                                   | 69                                                    | 19                                                    | 20                                                    | 39                                                    | 36                                                    | 3                                                     | 0                                                     | 0                                                     | 0                                                     | 0                                                     |                                                       |                                                       |
| 1996–1997                      | Phoenix Coyotes                                       | NHL                                                   | 63                                                    | 17                                                    | 19                                                    | 36                                                    | 52                                                    | 7                                                     | 0                                                     | 1                                                     | 1                                                     | 2                                                     |                                                       |                                                       |
| 1997–1998                      | Phoenix Coyotes                                       | NHL                                                   | 60                                                    | 11                                                    | 29                                                    | 40                                                    | 71                                                    | 4                                                     | 0                                                     | 1                                                     | 1                                                     | 2                                                     |                                                       |                                                       |
| 1998–1999                      | Phoenix Coyotes                                       | NHL                                                   | 53                                                    | 9                                                     | 22                                                    | 31                                                    | 65                                                    | 7                                                     | 4                                                     | 3                                                     | 7                                                     | 4                                                     |                                                       |                                                       |
| 1999–2000                      | Phoenix Coyotes                                       | NHL                                                   | 79                                                    | 15                                                    | 30                                                    | 45                                                    | 62                                                    | 5                                                     | 0                                                     | 1                                                     | 1                                                     | 4                                                     |                                                       |                                                       |
| 2000–2001                      | St. Louis Blues                                       | NHL                                                   | 82                                                    | 12                                                    | 29                                                    | 41                                                    | 71                                                    | 15                                                    | 4                                                     | 2                                                     | 6                                                     | 16                                                    |                                                       |                                                       |
| 2001–2002                      | St. Louis Blues                                       | NHL                                                   | 80                                                    | 11                                                    | 15                                                    | 26                                                    | 87                                                    | 8                                                     | 0                                                     | 0                                                     | 0                                                     | 8                                                     |                                                       |                                                       |
| 2002–2003                      | St. Louis Blues                                       | NHL                                                   | 80                                                    | 20                                                    | 10                                                    | 30                                                    | 66                                                    | 7                                                     | 1                                                     | 4                                                     | 5                                                     | 23                                                    |                                                       |                                                       |
| 2003–2004                      | St. Louis Blues                                       | NHL                                                   | 79                                                    | 13                                                    | 22                                                    | 35                                                    | 65                                                    | 5                                                     | 1                                                     | 1                                                     | 2                                                     | 2                                                     |                                                       |                                                       |
| 2004–2005                      | Spelade ej på grund av konflikt mellan NHL och NHLPA. | Spelade ej på grund av konflikt mellan NHL och NHLPA. | Spelade ej på grund av konflikt mellan NHL och NHLPA. | Spelade ej på grund av konflikt mellan NHL och NHLPA. | Spelade ej på grund av konflikt mellan NHL och NHLPA. | Spelade ej på grund av konflikt mellan NHL och NHLPA. | Spelade ej på grund av konflikt mellan NHL och NHLPA. | Spelade ej på grund av konflikt mellan NHL och NHLPA. | Spelade ej på grund av konflikt mellan NHL och NHLPA. | Spelade ej på grund av konflikt mellan NHL och NHLPA. | Spelade ej på grund av konflikt mellan NHL och NHLPA. | Spelade ej på grund av konflikt mellan NHL och NHLPA. | Spelade ej på grund av konflikt mellan NHL och NHLPA. | Spelade ej på grund av konflikt mellan NHL och NHLPA. |
| 2005–2006                      | St. Louis Blues                                       | NHL                                                   | 62                                                    | 2                                                     | 24                                                    | 26                                                    | 59                                                    | —                                                     | —                                                     | —                                                     | —                                                     | —                                                     |                                                       |                                                       |
| 2006–2007                      | St. Louis Blues                                       | NHL                                                   | 60                                                    | 6                                                     | 6                                                     | 12                                                    | 38                                                    | —                                                     | —                                                     | —                                                     | —                                                     | —                                                     |                                                       |                                                       |
| 2007–2008                      | Detroit Red Wings                                     | NHL                                                   | 65                                                    | 3                                                     | 3                                                     | 6                                                     | 41                                                    | 22                                                    | 1                                                     | 3                                                     | 4                                                     | 12                                                    |                                                       |                                                       |
| NHL totalt                     | NHL totalt                                            | NHL totalt                                            | 1009                                                  | 177                                                   | 300                                                   | 477                                                   | 885                                                   | 90                                                    | 14                                                    | 19                                                    | 33                                                    | 79                                                    |                                                       |                                                       |
| AHL totalt                     | AHL totalt                                            | AHL totalt                                            | 1                                                     | 2                                                     | 0                                                     | 2                                                     | 0                                                     | —                                                     | —                                                     | —                                                     | —                                                     | —                                                     |                                                       |                                                       |
| NCAA totalt                    | NCAA totalt                                           | NCAA totalt                                           | 165                                                   | 92                                                    | 128                                                   | 220                                                   | 215                                                   | —                                                     | —                                                     | —                                                     | —                                                     | —                                                     |                                                       |                                                       |